# Marslanden (Hardenberg)
Marslanden is een nieuwbouwwijk in de stad Hardenberg in Overijssel.

## Ligging en ontwikkeling
De wijk ligt ten noorden van de N34 en breidt zich uit richting Collendoorn. Oorspronkelijk behoorde dit gebied tot het dorp Heemse, maar dat werd in de jaren 60 geannexeerd door Hardenberg. De wijk wordt in twee fases gebouwd, waarvan de eerste voor het grootste deel gereed is. De bedoeling is dat er uiteindelijk zo'n 3500 woningen worden gebouwd, waarmee het de grootste woonwijk van Hardenberg wordt. De wijk is door middel van twee fietstunnels onder de N34 en een fietsbrug over de Overijsselse Vecht verbonden met het centrum van Hardenberg.

## Voorzieningen

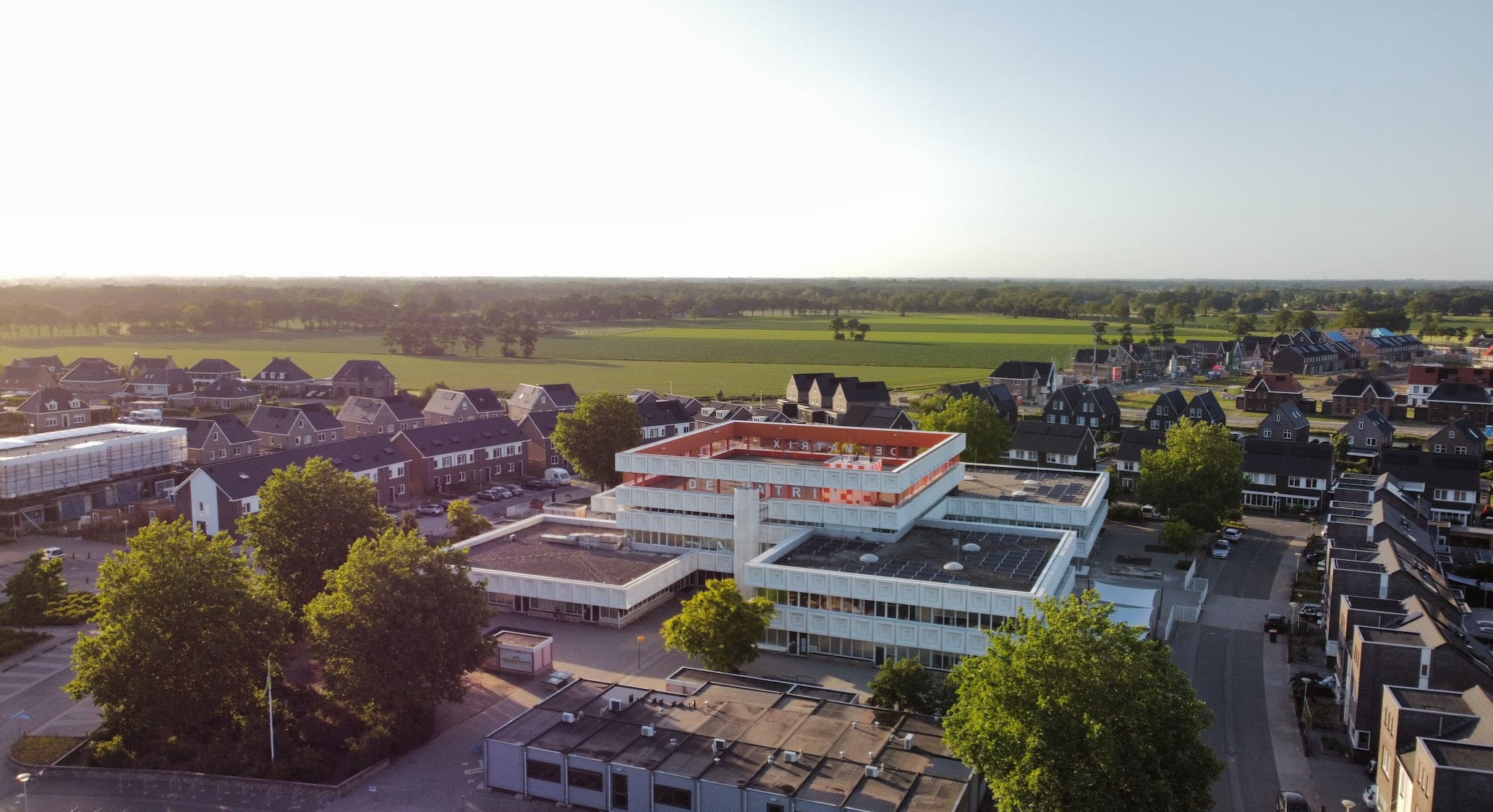
Bredeschool De Matrix (juni 2022)

In 2007 is er een brede school, De Matrix, gebouwd, waarin onder andere een christelijke (CBS De Marswijde) en een openbare school (OBS De Kern) gevestigd zijn. OBS De Kern zal rond 2025 het gebouw verlaten en zich vestigen in het nieuwe gebied van de Marslanden, samengevoegd met de Gereformeerde Basisschool DS G Doekes. Dit schoolgebouw, ontworpen door Architectenbureau Marlies Rohmer, heeft de Scholenbouwprijs 2008 in het primair onderwijs gewonnen. In 2009 won het eveneens de Golden Green Award in de categorie 'Duurzame commercieel vastgoed(her)ontwikkeling'.
De school staat in het 'centrum' van de Marslanden, waar sinds 2010 ook een supermarkt gevestigd is. Verder staan er in de wijk een Nederlandse Gereformeerde kerk (De Levensbron) en verschillende voorzieningen zoals een restaurant, een fitnesscentrum, fysiotherapiecentrum, tandartspraktijk, snackbar en een dierenwinkel.